# Bourget
Bourget je priimek več oseb:
- Paul Bourget (1852—1935), francoski pisatelj in kritik
- Paul-Alexandre-Pierre Bourget (1887—1968), francoski general